# Jeffrey Rentmeister
Jeffrey Rentmeister, né le 11 juillet 1984 à Oupeye, est un joueur de football belge qui évolue au poste de défenseur. Durant sa carrière, il a évolué principalement en Belgique, passant toutefois une saison en Angleterre et un an et demi au Luxembourg, où il réalise un doublé championnat-Coupe et participe au tour préliminaire de la Ligue des champions 2011-2012. Il évolue depuis septembre 2017 au Royal Sprimont Comblain Sport, en Division 2 Amateur.

## Carrière
Jeffrey Rentmeister s'affilie à l'âge de cinq ans au RFC Liège où il reste pendant plus d'une décennie, passant dans toutes les catégories d'âge. En 2000, il s'en va terminer sa formation au KAS Eupen, dont il intègre l'équipe première trois ans plus tard. Il joue son premier match officiel en Division 2 le 13 septembre 2003 lorsqu'il rentre à deux minutes de la fin d'un match contre l'Eendracht Alost. Il dispute seize rencontres en championnat durant la saison, généralement en tant que réserviste. Il gagne sa place de titulaire la saison suivante et s'affirme comme une valeur sûre dans la défense du club germanophone.
En 2008, après avoir disputé plus de 140 rencontres avec Eupen, il décide de rejoindre le KSK Beveren, un autre cercle de deuxième division. Il y est un titulaire indiscutable dans le onze de base et inscrit douze buts en deux saisons. En 2010, le club est hélas mis en faillite et l'équipe première absorbée par le Red Star Waasland. Jeffrey Rentmeister décide alors de s'exiler au Luxembourg et s'engage avec le F91 Dudelange, dirigé par l'entraîneur belge Marc Grosjean. Il ne parvient pas à gagner une place régulière dans l'équipe qui remporte le championnat et la Coupe du Luxembourg. La saison suivante, il fait ses débuts en Ligue des champions à l'occasion des deux premiers tours préliminaires de l'édition 2011-2012. Toujours peu utilisé en championnat, il rentre en Belgique durant le mercato hivernal et signe un contrat avec le RCS Visé le 2 janvier 2012.
Après deux demi-saisons dans la Cité des oies, Jeffrey Rentmeister est recruté par le KVC Westerlo qui ambitionne un retour rapide en première division. Il gagne une place dans le onze de base durant le tour final pour la montée mais le club échoue à atteindre son objectif. Il entame la saison suivante comme titulaire mais perd sa place après trois mois et ne dispute plus que des morceaux de matches jusqu'au terme du championnat, remporté par son équipe. Promu en Division 1, Jeffrey Rentmeister dispute ses premières minutes à ce niveau en entrant chaque fois comme remplaçant lors des deux rencontres initiales du championnat.
Bien que rarement titulaire, il est recruté par le Blackpool FC en août 2014 où il signe un contrat d'un an avec option pour une saison supplémentaire. Il y rejoint l'entraîneur José Riga. Celui-ci est licencié après quelques semaines pour manque de résultat et le joueur ne sera que rarement aligné par la suite. En février 2015, il est jugé pour conduite en état d'ivresse et, ne s'étant pas présenté au tribunal, un mandat d'arrêt est émis à son encontre. Il est condamné à un retrait de permis et une amende trois semaines plus tard, ce qui ternit sa réputation en Angleterre. En mai 2015, l'option dans son contrat n'est pas levée et il se retrouve libre de s'engager où il le souhaite.
Il décide alors de revenir en Belgique et signe un contrat de deux ans au White Star Bruxelles. Hélas, l'aventure est de courte durée, le joueur et le club résiliant le contrat qui les liait le 31 août 2015. Le 9 octobre, il signe un contrat jusqu'au terme de la saison avec le RFC Seraing, un autre club de deuxième division belge, où il s'entraînait depuis plusieurs jours. En fin de saison, il rejoint le KSK Hasselt, en Division 1 Amateur. Contre toute attente, il est nommé entraîneur-adjoint de l'Antwerp le 9 novembre 2016, attiré par le nouveau directeur sportif du club anversois, John Bico. Cette expérience est de courte durée car une semaine plus tard, tout le staff sportif est licencié par la direction. Après cette mésaventure, il reste six semaines sans club puis retourne à Hasselt au début du mois de janvier. Barragiste en fin de saison, le club ne peut éviter la relégation en Division 2 Amateur et Rentmeister part pour le Thes Sport Tessenderlo, qui évolue dans la même division. Il quitte cependant le club dès la fin du mercato d'été et s'engage au Royal Sprimont Comblain Sport, également relégué en D2 Amateur.

## Palmarès
- 1 fois champion du Luxembourg en 2011 avec le F91 Dudelange.
- 1 fois vainqueur de la Coupe du Luxembourg en 2011 avec le F91 Dudelange.
- 1 fois champion de Belgique de Division 2 en 2014 avec le KVC Westerlo.

## Statistiques
| Saison                | Club                  | Championnat           | Championnat | Championnat | Coupe nationale | Coupe nationale | Coupe de la Ligue | Coupe de la Ligue | Compétition(s) continentale(s) | Compétition(s) continentale(s) | Compétition(s) continentale(s) | Total | Total |
| Saison                | Club                  | Division              | M.          | B.          | M.              | B.              | M.                | B.                | Comp.                          | M.                             | B.                             | M.    | B.    |
| 2003-2004             | KAS Eupen             | Division 2            | 16          | 0           | 0               | 0               | 0                 | 0                 | -                              | 0                              | 0                              | 16    | 0     |
| 2004-2005             | KAS Eupen             | Division 2            | 30          | 1           | 4               | 0               | 0                 | 0                 | -                              | 0                              | 0                              | 34    | 1     |
| 2005-2006             | KAS Eupen             | Division 2            | 32          | 0           | 1               | 0               | 0                 | 0                 | -                              | 0                              | 0                              | 33    | 0     |
| 2006-2007             | KAS Eupen             | Division 2            | 34          | 3           | 3               | 0               | 0                 | 0                 | -                              | 0                              | 0                              | 37    | 3     |
| 2007-2008             | KAS Eupen             | Division 2            | 33          | 0           | 3               | 0               | 0                 | 0                 | -                              | 0                              | 0                              | 36    | 0     |
| Sous-total            | Sous-total            | Sous-total            | 145         | 4           | 11              | 0               | 0                 | 0                 | -                              | 0                              | 0                              | 156   | 4     |
| 2008-2009             | KSK Beveren           | Division 2            | 33          | 8           | 3               | 0               | 0                 | 0                 | -                              | 0                              | 0                              | 36    | 8     |
| 2009-2010             | KSK Beveren           | Division 2            | 24          | 4           | 1               | 0               | 0                 | 0                 | -                              | 0                              | 0                              | 25    | 4     |
| Sous-total            | Sous-total            | Sous-total            | 57          | 12          | 4               | 0               | 0                 | 0                 | -                              | 0                              | 0                              | 61    | 12    |
| 2010-2011             | F91 Dudelange         | Division 1            | 14          | 2           | -               | -               | 0                 | 0                 | C3                             | 2                              | 0                              | 16    | 2     |
| 2011-2012             | F91 Dudelange         | Division 1            | 10          | 0           | -               | -               | 0                 | 0                 | C1                             | 3                              | 0                              | 13    | 0     |
| Sous-total            | Sous-total            | Sous-total            | 24          | 2           | -               | -               | 0                 | 0                 | -                              | 5                              | 0                              | 29    | 2     |
| 2012                  | RCS Visé              | Division 2            | 15          | 0           | 0               | 0               | 0                 | 0                 | -                              | 0                              | 0                              | 15    | 0     |
| 2012                  | RCS Visé              | Division 2            | 8           | 1           | 2               | 0               | 0                 | 0                 | -                              | 0                              | 0                              | 10    | 1     |
| Sous-total            | Sous-total            | Sous-total            | 23          | 1           | 2               | 0               | 0                 | 0                 | -                              | 0                              | 0                              | 25    | 1     |
| 2012-2013             | KVC Westerlo          | Division 2            | 7           | 0           | 0               | 0               | 0                 | 0                 | -                              | 0                              | 0                              | 7     | 0     |
| 2013-2014             | KVC Westerlo          | Division 2            | 27          | 1           | 6               | 0               | 0                 | 0                 | -                              | 0                              | 0                              | 33    | 1     |
| 2014                  | KVC Westerlo          | Division 1            | 2           | 0           | 0               | 0               | 0                 | 0                 | -                              | 0                              | 0                              | 2     | 0     |
| Sous-total            | Sous-total            | Sous-total            | 36          | 1           | 6               | 0               | 0                 | 0                 | -                              | 0                              | 0                              | 42    | 1     |
| 2014-2015             | Blackpool FC          | Division 2            | 8           | 0           | 0               | 0               | 1                 | 0                 | -                              | 0                              | 0                              | 9     | 0     |
| Sous-total            | Sous-total            | Sous-total            | 8           | 0           | 0               | 0               | 1                 | 0                 | -                              | 0                              | 0                              | 9     | 0     |
| 2015                  | RWS Bruxelles         | Division 2            | 0           | 0           | 0               | 0               | 0                 | 0                 | -                              | 0                              | 0                              | 0     | 0     |
| Sous-total            | Sous-total            | Sous-total            | 0           | 0           | 0               | 0               | 0                 | 0                 | -                              | 0                              | 0                              | 0     | 0     |
| 2015-2016             | RFC Seraing           | Division 2            | 7           | 1           | 0               | 0               | 0                 | 0                 | -                              | 0                              | 0                              | 7     | 1     |
| Sous-total            | Sous-total            | Sous-total            | 7           | 1           | 0               | 0               | 0                 | 0                 | -                              | 0                              | 0                              | 7     | 1     |
| 2016-2017             | KSK Hasselt           | D1 Amateur            | 22          | 1           | -               | -               | 0                 | 0                 | -                              | 0                              | 0                              | 22    | 1     |
| Sous-total            | Sous-total            | Sous-total            | 22          | 1           | -               | -               | 0                 | 0                 | -                              | 0                              | 0                              | 22    | 1     |
| 2017                  | Thes Sport            | D2 Amateur            | -           | -           | -               | -               | 0                 | 0                 | -                              | 0                              | 0                              | 0     | 0     |
| Sous-total            | Sous-total            | Sous-total            | -           | -           | -               | -               | 0                 | 0                 | -                              | 0                              | 0                              | 0     | 0     |
| 2017-2018             | Sprimont Comblain     | D2 Amateur            | -           | -           | -               | -               | 0                 | 0                 | -                              | 0                              | 0                              | 0     | 0     |
| Sous-total            | Sous-total            | Sous-total            | -           | -           | -               | -               | 0                 | 0                 | -                              | 0                              | 0                              | 0     | 0     |
| Total sur la carrière | Total sur la carrière | Total sur la carrière | 322         | 22          | 23              | 4               | 1                 | 0                 | -                              | 5                              | 0                              | 351   | 26    |